# Movileni (Galaţi)
Movileni é uma comuna romena localizada no distrito de Galaţi, na região de Moldávia. A comuna possui uma área de 40.05 km² e sua população era de 3318 habitantes segundo o censo de 2007.